# 阿朗佐·布拉德利
阿朗佐·布拉德利（英語：Alonzo Bradley，1953年10月16日—），美国NBA联盟前职业篮球运动员。他在1977年的NBA选秀中第2轮第7顺位被印第安纳步行者选中。